# Cantone di Neuilly-le-Réal
Il Cantone di Neuilly-le-Réal era una divisione amministrativa dell'arrondissement di Moulins.
A seguito della riforma approvata con decreto del 27 febbraio 2014, che ha avuto attuazione dopo le elezioni dipartimentali del 2015, è stato soppresso.

## Composizione
Comprendeva 9 comuni:
- Bessay-sur-Allier
- Chapeau
- La Ferté-Hauterive
- Gouise
- Mercy
- Montbeugny
- Neuilly-le-Réal
- Saint-Gérand-de-Vaux
- Saint-Voir